# Australian Blonde
Australian Blonde es un grupo español de música indie procedente de Asturias. Empezó su andadura en los años 1990.

## Biografía
Se forman en 1992 con Tito Valdés en el bajo, Roberto Nicieza en la batería y Fran Fernández (ahora Francisco Nixon) como guitarra y cantante. Tras varios conciertos ganan el concurso de maquetas de la Sala Maravillas, además de llegar a la final de un concurso realizado por la revista Rockdelux.[cita requerida] Desde ese momento fichan por la discográfica Subterfuge sello con el que lanzan su primera referencia, el 7” compartido con Kactus Jack, “Split” (Subterfuge, 1993). Tras esto publican su primer álbum, Pizza Pop (1993), siendo considerados como grupo revelación por la crítica especializada.[cita requerida]
Con el primer sencillo extraído de su álbum debut, Chup Chup, llegan al estrellato, convirtiéndose en el himno de la generación indie de principios de los 90 en España.[cita requerida] Este no tardó en darse a conocer por el gran público gracias a que formó parte de la banda sonora de la película Historias de Kronen, y posteriormente a un anuncio de Pepsi. Así, pronto empezaron a fichar por grupos similares en muchos sellos independientes, empezándose a hablar del Xixón Sound ("sonido Gijón"). 
Con la incorporación en 1995 del batería avilesino Paco Martínez, la formación permanece estable hasta 2003, siempre contando con la colaboración en la oscuridad del “cuarto blonde”, Paco Loco, guitarrista y productor mexicano, afincado en España. Desde ese momento Australian Blonde ficha por la discográfica RCA y publican tres discos que los confirman como una de las bandas más importantes del panorama rock nacional. Se pasan toda la década de gira y por grandes festivales como el FIB, el Doctor Music o el Festimad, e incluso componen las bandas sonoras de los cortometrajes Rondadores Nocturnos 3 (1998) y Rondadores Nocturnos 2 (1999), ambos dirigidos por Aure Roces.
Tras un concierto en Nueva York conocen a Steve Wynn, con el que publican un álbum compartido en el 2000. Desde entonces han publicado varios discos y EP con un éxito más moderado, pero aún patente, pues siguen apareciendo en recopilatorios, llenando salas, apareciendo en festivales importantes como el de Benicàssim, etc. En 2004 se reeditó el álbum Pizza Pop, al que se le sumaban nuevas pistas, las canciones de la época que fueron descartadas.
En el año 2003 Tito Valdés abandona la banda, siendo sustituido por Pablo Errea, músico navarro proveniente de grupos como Ritual de lo Habitual, Greenhouse Effect o Edwin Moses.
También sale un tema suyo en la película de [·Rec]3 Genesis[cita requerida] (Australian Blonde - Chup Chup) que se estrena el 30 de marzo de 2012.

## Formación actual
- Fran Fernández (ahora Francisco Nixon): Guitarra y voz
- Paco Martínez: Batería y voces
- Pablo Errea: Bajo, guitarra y voz

## Discografía

### Álbumes
- 1993 - Pizza Pop
- 1994 - Aftershave
- 1996 - Australian Blonde
- 1996 - Australian B
- 1998 - Extra
- 2000 - Momento
- 2002 - Lay it on the line
- 2004 - Canciones de amor y gratitud
- 2004 - Pizza Pop (reedición)

### EP
- 1994 - Spiral
- 2001 - In it for the money

### Singles
- 1993 - Australian Blonde + Kactus Jack
- 1993 - Chup Chup
- 1994 - Miss
- 1994 - M
- 1994 - Cosmic
- 1995 - Cosmic (nueva edición)
- 1996 - No puedo dormir
- 1996 - Chance
- 1997 - Chance (nueva edición)
- 1997 - Boom
- 1999 - Drew and Cheri
- 1999 - Cool Dive
- 1999 - Black
- 2000 - Suddenly
- 2002 - Lay it on the line
- 2002 - A brief honeymoon with Julia
- 2004 - When I Look Back

## Grupos relacionados
Fran Fernández tiene otros proyectos musicales paralelos: La Costa Brava y Francisco Nixon.